# Gunma Crane Thunders
Los Gunma Crane Thunders (en japonés 群馬クレインサンダーズ) son un equipo de baloncesto japonés con sede en la ciudad de Ōta, en la prefectura de Gunma, que compite en la B.League, la máxima competición de su país. Disputa sus partidos en el Ota Citizens Gymnasium, con capacidad para 1.987 espectadores.

## Historia
La Gunma Professional Basketball Commission Co., Ltd. fue fundada en junio de 2010 por el director ejecutivo de GENKIDO Co., Ltd., Takenobu Ohira, con el objetivo de revitalizar la prefectura de Gunma a través de un equipo de baloncesto profesional. Fundó los Gunma Crane Thunders en septiembre de 2011. Comenzó su andadura en la bj league, y no fue hasta la temporada 2014-15 cuando consiguió alcanzar por primera vez los playoffs.
En 2016 comenzó a competir en la B2.League, en la que permaneció hasta la temporada 2020-21, cuando logró el ascenso a la B.League tras proclamarse campeón de liga.
Desde el inicio del equipo hasta la temporada 2020-2021, la ciudad natal del equipo fue la ciudad de Maebashi, en la región de Chumo, pero a partir de la temporada 2021-2022 se trasladó a la ciudad de Ōta en la región de Higashimo. Esto se debió a la construcción de un nuevo estadio en la ciudad de Ota con capacidad para más de 5.000 personas, que cumpliría con los criterios para unirse a la primera división de la B.League, y al deseo de utilizar a los Gunma Crane Thunders como un recurso turístico.

## Nombre y mascota
El nombre del equipo se eligió a través de una competencia pública, y fue seleccionado entre 406 inscriptos por la Gunma Professional Basketball Commission y anunciado el 22 de septiembre. El nombre fue elegido porque la forma de la prefectura de Gunma se asemeja a una grulla voladora (Crane) y la prefectura de Gunma es un lugar donde los truenos (Thunder) son comunes en el verano, lo que le da a la prefectura imágenes de energía y velocidad.
El 1 de julio de 2021 se anunció un nuevo logotipo del equipo. El diseño se basa en una silueta triangular con una combinación de un rayo y una grúa en el centro. La mascota oficial es "Sanda-kun", un personaje con temática de grulla que apareció por primera vez en mayo de 2012.

## Palmarés
- B2.League: 1

2020-21